# Laktancjusz
Lucius Caecilius Firmianus Lactantius (ur. ok. 250, zm. 330) – pisarz i apologeta chrześcijański, retor.

## Życiorys
Urodził się w Afryce Północnej około 250 roku. Pod okiem sławnego retora Arnobiusza uzyskał staranne wykształcenie w zakresie filozofii i literatury, po czym został nauczycielem retoryki. Cesarz Dioklecjan powołał go na stanowisko nauczyciela do Nikomedii, gdzie uczył między innymi urzędników cesarskiego dworu. Po okresie dłuższego sympatyzowania z chrześcijaństwem, prawdopodobnie właśnie w Nikomedii przyjął chrzest. Po rozpoczęciu prześladowań w 303 roku, stracił swoje stanowisko. Pod koniec życia został wychowawcą najstarszego syna Konstantyna Wielkiego, Kryspusa.

## Nauczanie
Laktancjusz jest jednym z autorów dostarczających wiedzy na temat wczesnochrześcijańskiego millenaryzmu. W jego ujęciu jedną z cech charakterystycznych tysiącletniego królestwa eschatologicznego będzie niezwykła płodność w rodzeniu dzieci:

Po zmartwychwstaniu, Syn Najwyższego... będzie królować wśród ludzi tysiąc lat i będzie nimi rządził najbardziej sprawiedliwą władzą. Wtedy ci, którzy pozostaną przy życiu w swoich ciałach, nie umrą, ale w ciągu tego tysiąca lat zrodzą nieskończone mnóstwo (dzieci). A co do tych, którzy zmartwychwstaną, będą przewodzić żywym jako sędziowie. Słońce stanie się siedem razy jaśniejsze niż teraz; a ziemia okaże swoją płodność i wyda obfite plony. Zwierzęta nie będą już żywić się krwią (Divinae Institutiones VII, 24)

Był jednym z ideologów Nowej Republiki, powstałej w wyniku reform cesarza Konstantyna. Cel jego dzieła Divinae Institutiones (Boże rozporządzenia) był ten sam co wcześniej De oficiis Cycerona. M.in. życie rodzinne w jego wizji, wyrażonej w ks. 5 Institutiones Divinae, miało być odnowione i być przede wszystkim wspólnotą polegającą na wierności przyjętym przez oboje małżonków ideałom, a nie instytucją należącą do porządku ekonomiczno-politycznego, regulowaną prawem własności.
Laktancjusz negował kulistość Ziemi i istnienie antypodów, mimo że dowody podał już Arystoteles w IV w. p.n.e. Mikołaj Kopernik podawał Laktancjusza jako przykład zawodności zdrowego rozsądku (W czasach Kopernika sama kulistość Ziemi była już powszechnie znana, ale przez odwołanie do zdrowego rozsądku negowano jej ruch).

## Dorobek literacki
Do najważniejszych dzieł autorstwa Laktancjusza można zaliczyć:
- Divinae Institutiones (Podstawy nauki Bożej) napisane w latach 304–313
- De ave Phoenice (O ptaku Feniksie),
- De ira Dei (O gniewie Bożym)
- De mortibus persecutorum (O śmierci prześladowców) (ok. 314) – paszkwil na cesarzy – prześladowców chrześcijan.